# さいだん座ミュー星e
さいだん座μ星e（さいだんざミューせいe、Mu Arae e）またはHD 160691 eは、さいだん座μ星の周囲を公転する4つの太陽系外惑星のうちの1つである。国際天文学連合 (IAU)が定めている正式名称はSancho （発音:[ˈsæntʃoʊ]）である。
2002年6月13日にカリフォルニア州で発見された。さいだん座μ星eは少なくとも木星質量の1.8倍を持つ木星型惑星で、軌道長半径は、主星から5.235天文単位と木星程度である。

## 名称
2014年7月、国際天文学連合 (IAU)は存在が確定している太陽系外惑星とその恒星に正式名称を与えることを企画した。その過程には一般の人々からのノミネートや投票などもあった。最終的に、2015年12月にIAUはこの惑星の名称がSanchoに決定されたことを発表した。この名称はスペインのPamplona天文台によって投稿された名前である。Sanchoの由来は小説ドン・キホーテに登場するサンチョ・パンサに由来する。

### さいだん座μ星eかcか
この惑星は天文学者によって現在でもさいだん座μ星cと呼ばれることがある。例えば、NASA Exoplanet Archiveではさいだん座μ星cが軌道長半径約5.2 auであることから当惑星を指す。さいだん座μ星惑星系には4つの惑星が見つかっているが、それぞれ公転周期が638日,9.6日,310日,4200日である。Gozdziewskiらは発見された順に638日,4200日,9.6日,310日の順にb,c,d,eと名付けた。しかし、対してPepeらは公転周期4200日の惑星が発見当時はまだ惑星の存在の確定には早計であると考え、確定してから符号を付けたため、638日,9.6日,310日,4200日の順にb,c,d,eと名付けた。当惑星は公転周期4200日であるため、GozdziewskiらのcとPepeらのeがそれに該当する。現在はIAUもPepeらの命名方法を使用しているため、Pepeらの方法が使われる傾向にある。